# ماکینتی ناپانانگا
ماکینتی ناپانانگا (حدود ۱۹۳۰ – ۹ ژانویه ۲۰۱۱) نقاش اهل استرالیا بود. او با نام مستعار کومنتجی شناخته می‌شد و در مرز قلمرو شمالی و غرب استرالیا زندگی می‌کرد.

## مجموعه‌های اصلی
- کمپبلتاون، نیو ساوت ولز[۲]
- نگارخانه ملی ویکتوریا[۳]
- مجموعه مکواری